# Roslindale
Roslindale est un quartier de la ville de Boston, dans l'État du Massachusetts, aux États-Unis. Il est entouré par les quartiers de Jamaica Plain, Hyde Park, West Roxbury, Mattapan et Dorchester. Le quartier constituait une ville indépendante jusqu'à son annexion par la ville de Boston en 1874. Jusque dans les années 1880, le quartier était appelé South Street Crossing ; il prit ensuite le nom actuel de Roslindale, sur la proposition de John Pierce, pour qui le quartier ressemblait à la ville de Roslin en Écosse.

## Démographie
Au Recensement de 2010 la population du quartier s'élevait à 28 680 habitants contre 30 351 au Recensement de 2000 soit une diminution de 5,5 %. La population de Roslindale est très mélangée avec les Blancs (51,4 %) suivi par les Hispaniques (22,9 %), les Noirs (20,6 %) et très minoritairement les Asiatiques (2,8 %). Le nombre d'habitations est de 11 927 contre 11 625 en 2000 soit petite hausse de 2,6 % avec un taux d'occupation en baisse passant de 96,9 % à 93,4 %.
Le revenu moyen en 2009 s'élevait à 62 913 dollars, avec 7,5 % de la population ayant un revenu inférieur à 10 000 dollars et 3,8 % supérieur à 200 000 dollars les tranches sont bien reparties avec une forte proportion de 36,3 % entre 60 000 et 125 000 dollars.